# Puente de Hierro de Palencia
El puente de Hierro o puente de Abilio Calderón es uno de los puentes que cruzan el río Carrión en la ciudad española de Palencia.

## Historia
Se trata del tercer puente construido en la ciudad (tras las Puentecillas y el Puente Mayor) y fue concebido para dar un mejor acceso a la isla Dos Aguas y las huertas que en ella tradicionalmente hubo.
Ya existía un puente de madera en su misma ubicación, construido en 1874, pero que se deterioró rápidamente y para 1882 el Ayuntamiento de Palencia tuvo que clausurarlo. Desde ese momento se iniciarion las gestiones para construir un nuevo puente de hierro, que cristalizaron definitivamente en 1909 gracias a la intermediación del diputado palentino Abilio Calderón, que en ese momento ocupaba el cargo de director general de obras públicas en el gobierno de España. El Ayuntamiento de Palencia aprobó mediante moción celebrada en el Día de Palencia nombrar oficialmente el nuevo puente como puente de Abilio Calderón como muestra de reconocimiento, puente que fue inaugurado para su uso en marzo de 1911.
El proyecto corrió a cargo de los ingenieros Luis Morales y Eduardo Jungairiño y la fundición tuvo lugar en los Astilleros del Nervión del País Vasco.
Tras su inauguración, se convirtió en un acceso fundamental desde la capital palentina (por el entorno del paseo del Salón y la plaza Pío XII) a la isla Dos Aguas, al Hospital Río Carrión y a la carretera de Villamuriel de Cerrato.